# ハートブレイク
「ハートブレイク」は、藤井フミヤの7枚目のシングル。
1995年8月2日にポニーキャニオンから発売された。

## 概要
TBS系東芝日曜劇場『パパ・サヴァイバル』主題歌。
作曲・編曲を担当した布袋が、演奏とバックコーラスで参加。
フミヤは布袋の同年発売「スリル」のバックコーラスを務める。

## 収録曲
全曲 作詞：藤井フミヤ 作曲・編曲：布袋寅泰
1. ハートブレイク
2. Labyrinth
3. Labyrinth(instrumental)
4. ハートブレイク(instrumental)

## 収録アルバム
- STANDARD (#2)
- シングルス (#1)

| スタブアイコン | サブスタブ | この項目は、まだ閲覧者の調べものの参照としては役立たない、シングルに関連した書きかけの項目です。この項目を加筆・訂正などしてくださる協力者を求めています（P:音楽/PJ:楽曲）。 |